# Mientras haya luz
Mientras haya luz és una pel·lícula espanyola de misteri en blanc i negre del 1987 dirigida per Felipe Vega en el seu debut com a director.

## Argument
Marisa és una dona madrilenya que ronda la quarantena i li explica a la seva filla estranyes històries mentre són esperant a un pas a nivell. Alhora, un antropòleg anomenat Jorge, recentment tornat de l’estranger, busca el seu antic mestre Jaime per retrobar-se amb el seu passat, però Jaime es veu implicat en una persecució amb un jeep que provoca la mort d’un adolescent i s’ha d’amagar a un motel. Allí escriu el seu diari personal sobre el seu treball, on s’endevina un passat tèrbol i sobrecollidor. Mentrestant, els homes del jeep acorralen Jorge i l’interroguen sobre el seu antic mestre.

## Repartiment
- Icíar Bollaín
- Rafael Díaz - Jaime
- Joaquín Hinojosa – Juan
- Teresa Madruga - Teresa
- Marisa Paredes - Marisa
- José Miguel Ganga
- Jorge de Juan - Jorge

## Producció
El començament del rodatge es produeix en 1985, amb exteriors a Riaza (Província de Segòvia), però degut al baix pressupost es va haver d'aturar nombroses vegades i només fou continuat gràcies als contactes amb Gerardo Herrero i Paulo Branco (productor de Manoel de Oliveira) al Festival Internacional de Cinema de Rotterdam, fins que es va acabar finalment el 1987.

## Crítiques
| «                                 | "Bella i humil pel·lícula espanyola (...) rar, auster i exquisit estil (...) la intriga ordida li ve petita a l'alçada poètica del seu ordidor. | » |
| — Ángel Fernández-Santos, El País | |   |

## Reconeixements
Va participar en la secció Zabaltegi-Nous realitzadors del Festival Internacional de Cinema de Sant Sebastià 1987,on va compartir el Premi CIGA als Nous Realitzadors amb El amor es una mujer gorda d'Alejandro Agresti. També va obtenir el Premi Universitat d'Alcalá de Henares al Festival de Cinema d'Alcalá de Henares del 1987.